# Lista de unidades federativas do Brasil por população
| > 20 milhões 10 milhões – 20 milhões 5 milhões – 10 milhões 1 milhão – 5 milhões < 1 milhão |

Mapa das unidades federativas do Brasil por população segundo o censo de 2022.

Esta é uma lista da população das unidades federativas do Brasil, segundo dados divulgados pelo Instituto Brasileiro de Geografia e Estatística (IBGE).
Em 1º de agosto de 2022, data de referência do censo brasileiro de 2022, os cinco estados mais populosos do Brasil contiveram um pouco mais da metade da população nacional. As dez unidades federativas menos populosas contiveram menos de um décimo da população total. São Paulo, o estado mais populoso, teve mais habitantes do que as 15 unidades federativas menos populosas juntas, e Roraima, o estado menos populoso, teve uma população menor do que qualquer um dos 27 municípios mais populosos do Brasil.

## Lista
| Unidade federativa  | População   | População   | Variação (2010-2022) | Variação (2010-2022) | % do total (2024) | País comparável (habitantes)      |
| Unidade federativa  | 2024 (est.) | 2022        | %                    | Abs.                 | % do total (2024) | País comparável (habitantes)      |
| ------------------- | ----------- | ----------- | -------------------- | -------------------- | ----------------- | --------------------------------- |
| São Paulo           | 45 973 194  | 44 411 238  | 7,63%                | 3 149 039            | 21,63%            | Iraque (46 042 015)               |
| Minas Gerais        | 21 322 691  | 20 539 989  | 4,81%                | 942 659              | 10,03%            | Zâmbia (21 314 956)               |
| Rio de Janeiro      | 17 219 679  | 16 055 174  | 0,41%                | 65 245               | 8,10%             | Camboja (17 638 801)              |
| Bahia               | 14 850 513  | 14 141 626  | 0,89%                | 124 720              | 6,99%             | Guiné (14 754 785)                |
| Paraná              | 11 824 665  | 11 444 380  | 9,57%                | 999 854              | 5,56%             | Haiti (11 772 557)                |
| Rio Grande do Sul   | 11 229 915  | 10 882 965  | 1,77%                | 189 036              | 5,28%             | República Dominicana (11 427 557) |
| Pernambuco          | 9 539 029   | 9 058 931   | 2,98%                | 262 483              | 4,49%             | Togo (9 515 236)                  |
| Ceará               | 9 233 656   | 8 794 957   | 4,05%                | 342 576              | 4,34%             | Áustria (9 120 813)               |
| Pará                | 8 664 306   | 8 120 131   | 7,11%                | 539 080              | 4,08%             | Serra Leoa (8 642 022)            |
| Santa Catarina      | 8 058 441   | 7 610 361   | 21,80%               | 1 361 925            | 3,79%             | Laos (7 769 819)                  |
| Goiás               | 7 350 483   | 7 056 495   | 17,53%               | 1 052 707            | 3,46%             | Líbia (7 381 023)                 |
| Maranhão            | 7 010 960   | 6 776 699   | 3,07%                | 201 910              | 3,30%             | Paraguai (6 929 153)              |
| Amazonas            | 4 281 209   | 3 941 613   | 13,14%               | 457 628              | 2,01%             | Panamá (4 515 577)                |
| Paraíba             | 4 145 040   | 3 974 687   | 5,53%                | 208 159              | 1,95%             | Croácia (3 875 325)               |
| Espírito Santo      | 4 102 129   | 3 833 712   | 9,07%                | 318 760              | 1,93%             | Croácia (3 875 325)               |
| Mato Grosso         | 3 836 399   | 3 658 649   | 20,54%               | 623 527              | 1,80%             | Geórgia (3 807 670)               |
| Rio Grande do Norte | 3 446 071   | 3 302 729   | 4,25%                | 134 702              | 1,62%             | Mongólia (3 475 540)              |
| Piauí               | 3 375 646   | 3 271 199   | 4,90%                | 152 839              | 1,59%             | Uruguai (3 386 588)               |
| Alagoas             | 3 220 104   | 3 127 683   | 0,23%                | 7 189                | 1,51%             | Bósnia e Herzegovina (3 164 253)  |
| Distrito Federal    | 2 982 818   | 2 817 381   | 9,62%                | 247 221              | 1,40%             | Armênia (2 973 840)               |
| Mato Grosso do Sul  | 2 901 895   | 2 757 013   | 12,58%               | 307 989              | 1,37%             | Lituânia (2 859 110)              |
| Sergipe             | 2 291 077   | 2 210 004   | 6,87%                | 141 987              | 1,08%             | Lesoto (2 337 423)                |
| Rondônia            | 1 746 227   | 1 581 196   | 1,20%                | 18 787               | 0,82%             | Macedônia do Norte (1 823 009)    |
| Tocantins           | 1 577 342   | 1 511 460   | 9,25%                | 128 015              | 0,74%             | Barém (1 607 049)                 |
| Acre                | 880 631     | 830 018     | 13,15%               | 96 459               | 0,41%             | Comores (866 628)                 |
| Amapá               | 802 837     | 733 759     | 9,59%                | 64 233               | 0,38%             | Butão (791 524)                   |
| Roraima             | 716 793     | 636 707     | 41,34%               | 186 228              | 0,34%             | Luxemburgo (673 036)              |
| Total               | 212 583 750 | 203 080 756 | 6,46%                | 12 324 957           | 100%              | —                                 |

## Por região
| Região       | População   | População   | Variação (2010-2022) | Variação (2010-2022) | % do total (2024) | País comparável (habitantes) |
| Região       | 2024 (est.) | 2022        | %                    | Abs.                 | % do total (2024) | País comparável (habitantes) |
| ------------ | ----------- | ----------- | -------------------- | -------------------- | ----------------- | ---------------------------- |
| Sudeste      | 88 617 693  | 84 840 113  | 5,57%                | 4 475 703            | 41,69%            | Turquia (87 473 805)         |
| Nordeste     | 57 112 096  | 54 658 515  | 2,97%                | 1 576 565            | 26,87%            | Quênia (56 432 944)          |
| Sul          | 31 113 021  | 29 937 706  | 9,31%                | 2 550 815            | 14,64%            | Costa do Marfim (31 934 230) |
| Norte        | 18 669 345  | 17 354 884  | 9,39%                | 1 490 430            | 8,78%             | Senegal (18 501 984)         |
| Centro-Oeste | 17 071 595  | 16 289 538  | 15,87%               | 2 231 444            | 8,03%             | Zimbabwe (16 634 373)        |
| Total        | 212 583 750 | 203 080 756 | 6,46%                | 12 324 957           | 100%              | —                            |